# Campeonato Africano de Atletismo Júnior de 2007
A 8ª edição do Campeonato Africano de Atletismo Júnior foi organizado pela Confederação Africana de Atletismo no período de 9 a 12 de agosto de 2007, em Uagadugu na Burquina Fasso. A competição foi composta por atletas menores de 19 anos, classificados como Júnior ou Sub-20, com 44 provas disputadas sendo 22 masculino e 22 feminino.

## Medalhistas

### Masculino
| Evento                   | Ouro                      | Ouro     | Prata                        | Prata    | Bronze                       | Bronze   |
| ------------------------ | ------------------------- | -------- | ---------------------------- | -------- | ---------------------------- | -------- |
| 100 metros               | Gabriel Mvumvure (ZIM)    | 10.51    | Idriss Khalid Zougari (MAR)  | 10.71    | Kagisho Kumbane (RSA)        | 10.75    |
| 200 metros               | Gabriel Mvumvure (ZIM)    | 21.03    | Idriss Khalid Zougari (MAR)  | 21.25    | Kagisho Kumbane (RSA)        | 21.50    |
| 400 metros               | Julius Kirwa (KEN)        | 46.56    | Silvester Kirwa Meli (KEN)   | 47.41    | Pako Seribe (BOT)            | 47.44    |
| 800 metros               | David Rudisha (KEN)       | 1:46.41  | Leonard Kibet Kiplagat (KEN) | 1:47.95  | Nadjim Manseur (ALG)         | 1:48.20  |
| 1 500 metros             | Cornelius Ndiwa (KEN)     | 3:46.47  | Dawit Wolde (ETH)            | 3:46.71  | Dumisane Hlaselo (RSA)       | 3:49.25  |
| 5 000 metros             | Mathew Kisorio (KEN)      | 14:13.25 | Degen Gebremskel (ETH)       | 14:14.96 | Dino Sefir (ETH)             | 14:15.53 |
| 10 000 metros            | Mathew Kisorio (KEN)      | 29:34.96 | Hunegnaw Mesfin (ETH)        | 30:02.17 | Imane Merga (ETH)            | 30:12.03 |
| 110 metros barreiras     | Louw Smit (RSA)           | 13.98    | Idris Abdelrahman (EGY)      | 14.23    | Moussa Dembélé (SEN)         | 14.36    |
| 400 metros barreiras     | John Kituu Wambua (KEN)   | 52.02    | Amine Gounieber (ALG)        | 52.20    | Tanarat Teklu (ETH)          | 52.63    |
| 3 000 metros obstáculos  | Abel Mutai (KEN)          | 8:29.76  | Yacob Jarso (ETH)            | 8:29.99  | Patrick Terer (KEN)          | 8:29.99  |
| Revezamento 4×100 metros | África do Sul             | 40.61    | Burquina Fasso               | 41.39    | Gana                         | 41.46    |
| Revezamento 4×400 metros | Quênia                    | 3:09.90  | Gana                         | 3:13.89  | África do Sul                | 3:15.38  |
| 10 km marcha             | Maher Ben Halima (TUN)    | 53:09.98 | Amine Djerarfaoui (ALG)      | 53:10.67 | Degu Sore (ETH)              | 55:13.67 |
| Salto em altura          | Karim Lotfy (EGY)         | 2.17 m   | Hubert De Beer (RSA)         | 2.15 m   | Sean Stone (RSA)             | 2.01 m   |
| Salto à vara             | Karim El-Mafhoum (MAR)    | 4.60 m   | Larbi Bourada (ALG)          | 4.60 m   | Mouhcine Cheaouri (MAR)      | 4.40 m   |
| Salto em comprimento     | Keenan Watson (RSA)       | 7.79 m   | Ethan Alexander (RSA)        | 7.52 m   | Mohamed Yassine Chaieb (TUN) | 7.44 m   |
| Triplo salto             | Seif Islam Temacini (ALG) | 15.58 m  | Edwin Kemei (KEN)            | 14.88 m  | Mohamed Amin Trabelsi (TUN)  | 14.83 m  |
| Arremesso de peso        | Jan Hoffman (RSA)         | 19.03 m  | Orazio Cremona (RSA)         | 17.66 m  | Moussa Diarra (GAB)          | 16.69 m  |
| Lançamento de disco      | Victor Hogan (RSA)        | 56.35 m  | Jan Hoffman (RSA)            | 54.57 m  | Becave Coulibaly (MLI)       | 42.42 m  |
| Lançamento de martelo    | Mostafa Al-Gamel (EGY)    | 66.36 m  | Alaa El-Din (EGY)            | 63.51 m  | Clinton Williams (RSA)       | 61.51 m  |
| Lançamento de dardo      | Mohamed Ali Kebabou (TUN) | 71.47 m  | Ferney Kitvsoff (RSA)        | 69.22 m  | Ihab El-Sayed (EGY)          | 65.63 m  |
| Decatlo                  | Mehdi Mouaci (ALG)        | 6604 pts | Nicolas Castor (MRI)         | 6346 pts | Richard Adou (CIV)           | 4859 pts |

### Feminino
| Evento                   | Ouro                                                         | Ouro                                                         | Prata                                                        | Prata                                                        | Bronze                                                       | Bronze                                                       |
| ------------------------ | ------------------------------------------------------------ | ------------------------------------------------------------ | ------------------------------------------------------------ | ------------------------------------------------------------ | ------------------------------------------------------------ | ------------------------------------------------------------ |
| 100 metros               | Constance Mkenku (RSA)                                       | 11.65                                                        | Sergine Kouanga (CMR)                                        | 11.88                                                        | Fadoua Adili (MAR)                                           | 12.10                                                        |
| 200 metros               | Constance Mkenku (RSA)                                       | 23.96                                                        | Sergine Kouanga (CMR)                                        | 24.42                                                        | Pamela Jelimo (KEN)                                          | 24.68                                                        |
| 400 metros               | Pamela Jelimo (KEN)                                          | 54.93                                                        | Benjamine Saka (BEN)                                         | 56.20                                                        | Vivian Mills (GHA)                                           | 57.04                                                        |
| 800 metros               | Lydia Wafula (KEN)                                           | 2:06.05                                                      | Halima Hachlaf (MAR)                                         | 2:06.13                                                      | Amina Bakhit (SUD)                                           | 2:06.38                                                      |
| 1 500 metros             | Emebt Etea (ETH)                                             | 4:17.39                                                      | Mercy Kosgei (KEN)                                           | 4:20.41                                                      | Halima Hachlaf (MAR)                                         | 4:20.91                                                      |
| 3 000 metros             | Emebt Etea (ETH)                                             | 9:07.53                                                      | Bizunesh Urgesa (ETH)                                        | 9:12.10                                                      | Jacklin Chebii (KEN)                                         | 9:20.59                                                      |
| 5 000 metros             | Mary Ngugi (KEN)                                             | 15:50.55                                                     | Makida Haruna (ETH)                                          | 15:52.17                                                     | Pauline Korikwiang (KEN)                                     | 15:59.61                                                     |
| 100 metros barreiras     | Tété Traore (BUR)                                            | 14.26                                                        | Salma Abou Emam (EGY)                                        | 14.41                                                        | Claudia Viljoen (RSA)                                        | 14.48                                                        |
| 400 metros barreiras     | Fayza Omer Jomaa (SUD)                                       | 58.59                                                        | Hayat Lambarki (MAR)                                         | 59.10                                                        | Gnouwéré Coulibaly (BUR)                                     | 62.70                                                        |
| 3 000 metros obstáculos  | Mueni Mutai (KEN)                                            | 10:02.46                                                     | Beatrice Kiprop (KEN)                                        | 10:10.06                                                     | Trihas Gebre (ETH)                                           | 10:17.30                                                     |
| Revezamento 4×100 metros | África do Sul                                                | 46.60                                                        | Burquina Fasso                                               | 48.10                                                        | Gana                                                         | 48.37                                                        |
| Revezamento 4×400 metros | Quênia                                                       | 3:49.52                                                      | Gana                                                         | 3:53.54                                                      | Burquina Fasso                                               | 3:56.24                                                      |
| 10 km marcha             | Bekashign Aynalem (ETH)                                      | 52:53.79                                                     | Tegist Bedilu (ETH)                                          | 54:17.69                                                     | Afef El-Trabelsi (TUN)                                       | 55:10.63                                                     |
| Salto em altura          | Marcoleen Pretorius (RSA)                                    | 1.75 m                                                       | Meryem Ouahbi (MAR)                                          | 1.61 m                                                       | Salamatou Moussa (GHA)                                       | 1.55 m                                                       |
| Salto com vara           | Todos os três participantes não conseguiram efetuar a altura | Todos os três participantes não conseguiram efetuar a altura | Todos os três participantes não conseguiram efetuar a altura | Todos os três participantes não conseguiram efetuar a altura | Todos os três participantes não conseguiram efetuar a altura | Todos os três participantes não conseguiram efetuar a altura |
| Salto em comprimento     | Yamina Hjaji (MAR)                                           | 5.97 m                                                       | Christy Coetzee (RSA)                                        | 5.94 m                                                       | Enas Gharib (EGY)                                            | 5.89 m                                                       |
| Triplo salto             | Yamina Hjaji (MAR)                                           | 12.33 m                                                      | Enas Gharib (EGY)                                            | 12.32 m                                                      | Worokia Sanou (BUR)                                          | 12.24 m                                                      |
| Arremesso de peso        | Walaa Atteya (EGY)                                           | 12.95 m                                                      | Nakani Coulibaly (MLI)                                       | 12.95 m                                                      | Liliane Kragbe (CIV)                                         | 9.30 m                                                       |
| Lançamento de disco      | Mariam Traore (MLI)                                          | 36.50 m                                                      | Ebtehal Aboud (LBA)                                          | 36.22 m                                                      | Rose Nacoulma (BUR)                                          | 25.19 m                                                      |
| Lançamento de martelo    | Noura Zakaria (EGY)                                          | 42.84 m                                                      | Ebtehal Aboud (LBA)                                          | 16.90 m                                                      | Sonia Halliche (ALG)                                         | 13.03 m                                                      |
| Lançamento de dardo      | Gerlize De Klerk (RSA)                                       | 49.18 m                                                      | Abaynesh Sisay (ETH)                                         | 41.04 m                                                      | Rose Nacoulma (BUR)                                          | 39.37 m                                                      |
| Heptatlo                 | Katia Amokrane (ALG)                                         | 4316 pts                                                     | Korotimi Traore (BUR)                                        | 3601 pts                                                     | Emmanuelle Bagabila (BUR)                                    | 3456 pts                                                     |